# Сан-Луис-Обиспо (округ)
Сан-Луи́с-Оби́спо (вар. ударения Сан-Лу́ис-Оби́спо) (англ. San Luis Obispo County) — округ на западе центральной части штата Калифорния, США. Население округа по данным переписи 2010 года составляет 269 637 человек. Административный центр — город Сан-Луис-Обиспо.

## История
Округ был образован в 1850 году, непосредственно при создании штата Калифорния.

## География
Общая площадь округа равняется 9370 км², из которых 8540 км² составляет суша и 820 км² (8,8 %) — водные поверхности. Граничит с округом Монтерей (на севере), округом Кингс (на северо-востоке), округом Керн (на востоке) и округом Санта-Барбара (на юге). На западе омывается водами Тихого океана.

## Население
По данным переписи 2000 года, население округа составляет 246 681 человек. Плотность населения равняется 26,3 чел/км². Расовый состав округа включает 84,6 % белых; 2,0 % чёрных или афроамериканцев; 1,0 % коренных американцев; 2,7 % азиатов; 0,1 % выходцев с тихоокеанских островов; 6,2 % представителей других рас и 3,4 % представителей двух и более рас. 16,3 % из всех рас — латиноамериканцы. Для 85,7 % населения родным языком является английский и для 10,7 % — испанский.
Из 92 739 домохозяйств 28,2 % имеют детей в возрасте до 18 лет, 50,4 % являются супружескими парами, проживающими вместе, 9,1 % являются женщинами, проживающими без мужей, а 36,8 % не имеют семьи. 26,0 % всех домохозяйств состоят из отдельно проживающих лиц, в 10,3 % домохозяйств проживают одинокие люди в возрасте 65 лет и старше. Средний размер домохозяйства составил 2,49, а средний размер семьи — 3,01.
В округе проживает 21,7 % населения в возрасте до 18 лет; 13,6 % от 18 до 24 лет; 27,0 % от 25 до 44 лет; 23,3 % от 45 до 64 лет и 14,5 % в возрасте 65 лет и старше. Средний возраст населения — 37 лет. На каждые 100 женщин приходится 105,6 мужчин. На каждые 100 женщин в возрасте 18 лет и старше приходится 105,2 мужчин.
Средний доход на домашнее хозяйство составил $42 428, а средний доход на семью $52 447. Доход на душу населения равен $21 864.
Динамика численности населения по годам:
| 1950   | 1960   | 1970    | 1980    | 1990    | 2000    | 2010    |
| ------ | ------ | ------- | ------- | ------- | ------- | ------- |
| 51 417 | 81 044 | 105 690 | 155 435 | 217 162 | 246 681 | 269 637 |